# Homer Goes to College
«Homer Goes to College» (с англ. — «Гомер поступает в колледж») — третий эпизод пятого сезона мультсериала «Симпсоны».

## Сюжет
На электростанцию со внезапной проверкой квалификации персонала прибывает комиссия по атомной энергетике. Гомера тоже подвергают проверке. Он себя показывает не с лучшей стороны, и Бёрнсу ставят ультиматум:  либо Симпсон проходит курс по физике, либо на него заводят дело. Бернс устраивает Гомера, не желая «загреметь», в Спрингфилдский университет. Гомер не только игнорирует учёбу, возомнив, что проработав на АЭС десять лет, он каждому даст фору, но и проявляет проказы, вовлекая в это примерных студентов, попортив их. Вследствие их исключают. Совесть Гомера вынуждает приютить исключённых студентов. Семья крайне недовольна, и Гомеру приходится вернуть их в колледж. Ему на ум приходит гениальный, на его взгляд, план: Гомер несётся на декана на машине, и парни спасают его жизнь, столкнув его с траектории, но в ответственный момент они отвлекаются, и декан попадает в больницу. Он их прощает, и ребята возвращаются в колледж.

## Впервые появились
- Бенджамин, Дуг и Гэри — соседи Гомера по комнате в студенческом общежитии. Они являются пародией на нердов, ботаников и заучек.

## Интересные факты и культурные отсылки
- Мистер Бернс пытается дать инспекторам взятку в стиле парадокса Ньюкома.
- При знакомстве с Гомером Бенджамин, Дуг и Гэри говорят: «Мы рыцари, говорящие „Ни“!». Это отсылка к фильму «Монти Пайтон и Священный Грааль».
- В «диванном гэге» появляется ступня, задавливающая персонажей, что также является отсылкой к творчеству скетч-группы Монти Пайтон.
- После сцены знакомства с «нёрдами» Гомер рассказывает, как три часа играл с ними в «Подземелья и Драконы», и его убил эльф. Имеется в виду настольная ролевая игра «Dungeons & Dragons».
- На совете Спрингфилдского Университета мистер Бернс пытается покалечить одного из его членов бейсбольной битой. Это ссылка на фильм 1987 года «Неприкасаемые» («The Untouchables»).